# مرنجيونيات
المرنجيونيات (الاسم العلمي:Myriangiales) هي رتبة من الفطريات تتبع الطائفة البثيورانية.

## التصنيف
- الفصيلة الإلسينوية
  - جنس الإلسينوة